# JDCシリーズ
JDCシリーズは、講談社から刊行されている清涼院流水の推理小説のシリーズ作品。JDCは、Japan Detectives Club（日本探偵倶楽部）のことで、探偵たちの集団である。そのJDCの探偵たちが事件を解決していくことから、JDCシリーズと呼ばれる。

## シリーズ一覧
- コズミック
- ジョーカー
- カーニバル
- 彩紋家事件

JDCシリーズは少なくともあと1作書く予定があり、作中で「四大悲劇」として紹介されている「双子連続消去事件」がそれである。

## JDC

### 概要
創設時のメンバーは十数人。小さな探偵事務所でのスタートだった。1974年に起こった彩紋家事件以降、新犯罪に対応すべく、試験制度や編入制度を設け、350人もの有能な探偵を有する組織へ成長していく。
改称当時の1980年は、まだアルファベットの名称はどの業種でも珍しく、その点でも注目を集めた。1980年代、JDCが陰で貢献した事件も数多くあり、その功績を称えられ、法務省により、JDCに所属する全探偵に犯罪捜査許可証（通称・ブルーIDカード）が発行される。但し、拳銃や特殊警棒などの武器の携帯が許可されたわけではない。
高齢者雇用対策が進み、定年した者にも、仕事を続ける枠が用意されている。
全ての郵便物に対し、爆発物処理班によるX線チェックを行うことが義務づけられている。
JDCを舞台にしたテレビドラマも制作された。
探偵・事務職問わず、JDCに入り有名になれば、プライバシーが侵害されることもあるため、本名を隠すために「Dネーム」（探偵としての仮名）の登録が認められている。「龍宮城之介」のような、変わった本名の探偵もいるが、Dネームによる奇抜な名前の探偵もいる。「Dネーム」はいつでも何度でも変更でき、第二班の浮悠香澄水はその典型的な例である。
有給休暇枠を利用して、好きな時期に夏休みを取ることができる。但し、創設記念日である8月9日だけは休みを取れない。出張捜査に当たっている者以外は、全員記念式典への参加が義務づけられている。その代わりに、翌日の8月10日は公休日に定められている。
総代による緊急招集命令というものがあり、これまでに発令されたのは「密室卿事件」と「犯罪オリンピック」の2回のみ。

### 班制度
所属する全探偵は、第一班から第七班まで7つの班に振り分けられ、班番号が若いほど有能な証。2カ月に一度班替えがあり、成績不良者は容赦なく下位班へ落とされ、成績優秀者は上位班へ昇進できる。班員の数は均等ではなく、ピラミッド型になっている。第一班が10人を超えたことはなく、第七班は常に100人以上いる。
第一班の探偵は、世界でも通用するほどだが、第二班・第三班にもそれに勝るとも劣らない推理力の持ち主が多くいる。
第三班以上の探偵は、相互承諾がある場合は、同位班もしくは下位班の探偵を助手あるいは相棒にすることができる。相手が下位班所属の場合は、自動的に「助手」という名目になる。但し、助手を決める権限は上位班の者にあり、下位班の者からの逆指名は認められない。

### 試験制度
JDCへ入るには、入試のクリアもしくは、未解決事件の推理の持ち込みによる飛び級編入システムの2種類がある。持ち込み推理編入制度利用の場合は、第四班から編入できる。第一班の九十九音夢は持ち込み推理によりJDCへ入った。入試は、年2回、4月と9月に行われる。司法試験並に難しい試験を突破してくるため、第七班の探偵でも、それなりの能力がある。
入試に合格した者は皆、原則として本部ビルに勤務する。入試で不合格だった「名探偵の卵」たちの救済措置として、受験者本人が希望した場合のみ、最寄りの支部に派遣されることもある。地道に手柄を重ねれば、第七班に昇格できるため、関係者の間では、「第八班」と呼ばれる。各支部に15人ほどの名探偵候補生がおり、支部は支部長以下、30人ほどで運営される。各地の犯罪資料や犯罪データが完備されており、本部からの資料請求にいつでも応えられる態勢が整えられている。

### JDC本部
本部は京都市中京区河原町通と御池通の交差点の角に、8階建てのビルを構える。1980年頃、資金面で国家のバックアップを受け、本部ビルが建設された。
札幌、新潟、横浜、名古屋、神戸、高知、博多の7カ所に支部がある。
本部ビルに入るには、ブルーIDカードか取材許可証を提示しなければならない。密室事件終盤に起きた爆弾男事件がきっかけで、地下駐車場出入り口から通用口まで24時間態勢で厳重な警備が敷かれている
総代室には、ペルシャ絨毯が敷かれ、大理石のテーブルが置かれている。
| 階  | 部屋                               |
| --- | ---------------------------------- |
| 8階 | 総代室、第一班室、第一会議室       |
| 7階 | 第二班室、第三班室                 |
| 6階 |                                    |
| 5階 | 第三応接室                         |
| 4階 | オペレーションフロア               |
| 3階 | 記者会見室                         |
| 2階 |                                    |
| 1階 | ロビー、食堂、カフェラウンジ「JD」 |
| B1  | 地下駐車場                         |

### 沿革・関連年表
1973年
新・獄門島殺人事件。JDC創設前、蒼司と蒼神が協力して解決。この事件でダミー犯人に仕立て上げられそうになったのが螽斯太郎。
1974年
8月9日、私立探偵鴉城蒼司によって、日本探偵倶楽部が創設される。後に、この日（昭和49年8月9日）は「四苦八苦の日」と呼ばれる。
1977年
彩紋家事件発生。彩紋家の縁者らが毎月19日に次々と怪死を遂げていく。
1979年
彩紋家殺人事件発生。「白夜叉」と名乗る犯人により、19人が奇術の道具を使って殺害された、後に犯罪革命とまで称される事件。新犯罪元年と定義される年でもある。
1980年
鴉城蒼司、当時6歳の彩紋十九（後の九十九十九）の協力により、彩紋家事件を終幕寸前に解決。鴉城及び、日本探偵倶楽部の名声が一気に高まる。
「日本探偵倶楽部」から「JDC」（Japan Detective Club）へ改称。
1989年
「殺人ピエロ」事件。螽斯太郎の妻・華乃と相棒・有戸香々美が巻き添えになって死亡する。当時21歳だった龍宮城之介が解決。
1990年
様々な事件解決の功績を称えられ、法務省より犯罪捜査許可証（通称・ブルーIDカード）が発行される。
1993年
10月26日、京都府内の幻影城で「芸術家（アーティスト）」を名乗る人物が連続殺人事件を起こす。
10月31日、アメリカから帰国した九十九十九が事件を解決。
12月24日、切り裂きジャックの後継者ジャッキー・ザ・リッパーを自称する人物が「連続切り裂き殺人事件」を開始する。
1994年
1月1日、「密室卿」と名乗る人物から犯罪予告状がFAXで送られてくる。間もなく、警察庁長官が鴉城蒼司に「密室卿」事件の捜査への協力を正式に依頼。
同日、イギリスの「連続切り裂き殺人事件」に関し、DOLLより九十九十九に事件解決協力が要請される。
1月17日、日本へ帰国した九十九十九が「密室卿事件」及び「連続切り裂き殺人事件」を同時に解決。
1996年
8月8日、ブルーIDカード導入後初の不祥事。探偵の一人が、覚醒剤取締法違反で逮捕される。
8月10日、13:00、JDC本部ビル爆発、倒壊。探偵・事務員・報道陣・野次馬ら合計数百人が死亡。この事件は後に「8・10」（オーガスト・テンス）と呼ばれる。
死亡者急増現象を受け、IDID（インターナショナル・ディテクティブ・アイデンティティ・カード＝国際探偵証明書）が発行される。これがあれば、ビザもパスポートもなしで、税関も外交官待遇で通過できる。

## 用語
L犯罪（エルはんざい）
巨大(large)、施錠(lock)、迷宮(labyrynth)の頭文字とされる。残虐さゆえに、公開すれば一般大衆に悪影響を与えると判断される凶悪事件を「L犯罪」に認定し、事件の特殊性を秘匿する超法規的制度。日本政府が導入したのは1970年。
鴉城家殺人事件
1970年に起きた事件。蒼司に日本探偵倶楽部の創立を決意させた。この事件がきっかけで鴉城蒼司は彩紋家と縁ができた。日本で初めてL犯罪認定を受けた事件。

四大悲劇
彩紋家事件
彩紋家事件参照。
幻影城殺人事件
ジョーカー参照。
連続密室殺人事件
コズミック参照。
双子連続消失事件
詳細不明。

DOLL
正式名称・国際立法探偵機構。250年以上の歴史を持つ、世界各地の探偵組織を統括する世界最古の探偵組織。その存在が公に広く知られるようになったのは、第二次世界大戦後。
JDCも例外なく統括される。DOLLのコンピューターには、組織に属する全探偵の個人情報及び、携わった事件の詳細が記録されている。世界中の探偵を有能な順にA〜Kまでランク分けする。そのランクに応じて、世界各地で起こった凶悪事件の際に、近隣諸国の最も有能な探偵に出張を要請する。A探偵に解決不可能な事件は限りなくゼロに近い。最上位にS探偵が設けられており、その存在は生きた伝説と化している。
パリのボージュ広場に本部がある。17世紀、貴族たちが競って屋敷を建て、36ある館は、改装・改築・増築を繰り返し、現在DOLLの本部として機能している。9棟ずつ4つのアパルトマン（集合住宅）に分けられ、A棟（南）・B棟（東）・C棟（北）・D棟（西）。関係者出入り口が設けられている。
S探偵の智力（推理力）は一国家の軍事力にも匹敵する国際的影響力を持つとも言われ、大袈裟に言えば、核兵器なみの存在である。DOLL全史を通じても、S探偵は19人しかいない。その間、A探偵は5000人以上登録されていたことを考えれば、S探偵の超越性がより顕著になる。S探偵の出身地は、最低でも曾孫の代までは母国の名誉となる。

## 既刊一覧
講談社ノベルス版
- コズミック 世紀末探偵神話 （1996年9月、ISBN 4-06-181928-3）
- ジョーカー 旧約探偵神話 （1997年1月、ISBN 4-06-181946-1）
- カーニバル・イヴ 人類最大の事件 （1997年12月、ISBN 4-06-181997-6）
- カーニバル 人類最後の事件 （1999年4月、ISBN 4-06-182018-4）
- カーニバル・デイ 新人類の記念日 （1999年9月、ISBN 4-06-182082-6）
- 彩紋家事件 前編 極上マジックサーカス （2004年1月、ISBN 4-06-182347-7）
- 彩紋家事件 後編 下克上マスターピース （2004年2月、ISBN 4-06-182348-5）

講談社文庫版
- コズミック 流 （2000年4月、ISBN 4-06-264649-8）
- ジョーカー 清 （2000年4月、ISBN 4-06-264846-6）
- ジョーカー 涼 （2000年5月、ISBN 4-06-264869-5）
- コズミック 水 （2000年5月、ISBN 4-06-264868-7）
- カーニバル 一輪の花 （2003年1月、ISBN 4-06-273642-X）
- カーニバル 二輪の草 （2003年2月、ISBN 4-06-273663-2）
- カーニバル 三輪の層 （2003年3月、ISBN 4-06-273687-X）
- カーニバル 四輪の牛 （2003年4月、ISBN 4-06-273721-3）
- カーニバル 五輪の書 （2003年5月、ISBN 4-06-273744-2）
- 彩紋家事件I 奇術が来りて幕を開く （2008年4月、ISBN 978-4-06-275628-0）
- 彩紋家事件II 白と夜 （2008年4月、ISBN 978-4-06-275629-7）
- 彩紋家事件III 彩紋家の一族 （2008年5月、ISBN 978-4-06-276047-8）

### その他
木村彰一シリーズにおいて一部登場人物がカメオ出演している。
単行本
- 19（ジューク）ボックス 新みすてり創世記 ISBN 4061819674
- エル 全日本じゃんけんトーナメント ISBN 4877289267
- ユウ 日本国民全員参加テレビ新企画 ISBN 4877289453

文庫版
- W（ダブル）ドライヴ 院 ISBN 4062732408
- 全日本じゃんけんトーナメント ISBN 4877288007
- 億千万の人間CMスキャンダル ISBN 4344404459

## 漫画
作画：蓮見桃衣（角川書店・あすかコミックスDX）
- エキストラ・ジョーカー JOE 2001年9月1日 ISBN 4-04-853399-1
- エキストラ・ジョーカー KER 2002年6月1日 ISBN 4-04-853513-7
- コズミック・コミックス AND 2003年6月2日 ISBN 4-04-853646-X
- コズミック・コミックス END 2004年3月1日 ISBN 4-04-853726-1

作画：蓮見桃衣（幻冬舎・幻冬舎コミックス文庫）
- エキストラ・ジョーカー 2009年9月25日 ISBN 978-4-344-81721-0
- コズミック・コミックス 2009年10月25日 ISBN 978-4-344-81797-5

## JDCトリビュート
- 九十九十九 （著者：舞城王太郎）　ISBN 4-06-182306-X
- ダブルダウン勘繰郎 （著者：西尾維新）　ISBN 4-06-182305-1
- トリプルプレイ助悪郎 （著者：西尾維新）　ISBN 4-06-182538-0
- 探偵儀式 （共著：大塚英志、箸井地図）漫画
  1. ISBN 4-04-713609-3
  2. ISBN 4-04-713710-3
  3. ISBN 4-04-713799-5
  4. ISBN 4-04-713922-X
  5. ISBN 4-04-715040-1
  6. ISBN 4-04-715216-1
- 探偵儀式 THE NOVEL メフィスト症事件 （著者：清涼院流水）　ISBN 4-04-715272-2